# Nickelodeon Kids’ Choice Awards 2014
27. gala Nickelodeon Kids’ Choice Awards odbyła się 29 marca 2014 roku o godz. 20:00. Prowadzącym galę był Mark Wahlberg. Gala po raz szósty była transmitowana na kanale Nickelodeon Polska. Transmisja odbyła się w niedzielę 30 marca 2014 roku o godz. 20:00.

## Ekipa

### Prowadzący
- Mark Wahlberg[2]

### Artyści muzyczni
- American Authors[2]
- Aloe Blacc[2]

### Prezenterzy
| - Will Arnett - Brie i Nikki Bella - Kristen Bell - John Cena - Kaley Cuoco - Chris Evans - Ross Lynch | - Lea Michele - Tia Mowry-Hardrict - Jim Parsons - Debby Ryan - Andy Samberg - Ian Somerhalder - Michael Strahan |

## Nominacje
Nominacje zostały oficjalnie potwierdzone dnia 24 lutego 2014 roku.

### Filmy
| - Igrzyska śmierci: W pierścieniu ognia (wygrana) - Iron Man 3 - Oz: Wielki i potężny - Smerfy 2 - Klopsiki kontratakują - Minionki rozrabiają - Kraina lodu (wygrana) - Uniwersytet potworny - Steve Carell jako Felonious Gru z filmu Minionki rozrabiają - Miranda Cosgrove jako Margo z filmu Minionki rozrabiają (wygrana) - Billy Crystal jako Mike Wazowski z filmu Uniwersytet potworny - Katy Perry jako Smerfetka z filmu Smerfy 2 - Johnny Depp jako Tonto z filmu Jeździec znikąd - Robert Downey Jr. jako Tony Stark/Iron Man z filmu Iron Man 3 - Neil Patrick Harris jako Patrick Winslow z filmu Smerfy 2 - Adam Sandler jako Lenny Feder z filmu Jeszcze większe dzieci (wygrana) | - Sandra Bullock jako doktor Ryan Stone z filmu Grawitacja - Mila Kunis jako Theodora z filmu Oz: Wielki i potężny - Jennifer Lawrence jako Katniss Everdeen z filmu Igrzyska śmierci: W pierścieniu ognia (wygrana) - Jayma Mays jako Grace Winslow z filmu Smerfy 2 - Johnny Depp jako Tonto z filmu Jeździec znikąd - Robert Downey Jr. jako Tony Stark/Iron Man z filmu Iron Man 3 (wygrana) - Hugh Jackman jako Logan/Wolverine z filmu Wolverine - Dwayne Johnson jako Roadblock/Marvin F. Hinton z filmu G.I. Joe: Odwet - Sandra Bullock jako doktor Ryan Stone z filmu Grawitacja - Jennifer Lawrence jako Katniss Everdeen z filmu Igrzyska śmierci: W pierścieniu ognia (wygrana) - Evangeline Lilly jako Tauriel z filmu Hobbit: Pustkowie Smauga - Jena Malone jako Johanna Mason z filmu Igrzyska śmierci: W pierścieniu ognia |

### Telewizja
| - Teoria wielkiego podrywu - Powodzenia, Charlie! - Jessie - Sam i Cat (wygrana) - Benjamin Flores Jr. jako Louie Preston z serialu Nawiedzeni - Jack Griffo jako Max Thunderman z serialu Grzmotomocni - Ross Lynch jako Austin Moon z serialu Austin i Ally (wygrana) - Jake Short jako Fletcher Quimby z serialu Nadzdolni - Ariana Grande jako Cat Valentine z serialu Sam i Cat (wygrana) - Jennette McCurdy jako Sam Puckett z serialu Sam i Cat - Bridgit Mendler jako Teddy Duncan z serialu Powodzenia, Charlie! - Debby Ryan jako Jessie Prescott z serialu Jessie | - America’s Got Talent - American Idol - The Voice - Wipeout (wygrana) - Pora na przygodę! - Fineasz i Ferb - SpongeBob Kanciastoporty (wygrana) - Wojownicze Żółwie Ninja - Patryk Rozgwiazda z serialu SpongeBob Kanciastoporty (wygrana) - Pepe Pan Dziobak z serialu Fineasz i Ferb - Sparky z serialu Wróżkowie chrzestni - Naboki z serialu Wodogrzmoty Małe |

### Muzyka
| - Maroon 5 - One Direction (wygrana) - OneRepublic - Macklemore & Ryan Lewis - Bruno Mars - Pitbull - Justin Timberlake (wygrana) - Pharrell Williams | - Lady Gaga - Selena Gomez (wygrana) - Katy Perry - Taylor Swift - „I Knew You Were Trouble” – Taylor Swift - „Roar” – Katy Perry - „Story of My Life” – One Direction (wygrana) - „Wrecking Ball” – Miley Cyrus |

### Pozostałe kategorie
| - Angry Birds Star Wars II - Candy Crush Saga - Despicable Me: Minion Rush (wygrana) - Temple Run - Dziennik cwaniaczka (wygrana) - Harry Potter - Hobbit - Igrzyska śmierci - Kaley Cuoco - Kevin Hart (wygrana) - Andy Samberg - Sofía Vergara | - Angry Birds Star Wars - Disney Infinity - Just Dance 2014 (wygrana) - Minecraft - Dwight Howard z zespołu Houston Rockets (wygrana) - Cam Newton z zespołu Carolina Panthers - David Ortiz z zespołu Boston Red Sox - Richard Sherman z zespołu Seattle Seahawks |